# Iota Horologii b
Iota Horologii b (ι Hor b / ι Horologii b), sovint catalogat com a HR 810 b, és un planeta extrasolar a uns 56,5 anys llum de distància a la constel·lació del Rellotge. Iota Horologii b té una massa mínima 2,26 vegades la de Júpiter. Les mesures astromètriques de la Missió Gaia suggereixen que té una massa real de 6,2 MJ.

## Detecció i descobriment
El descobriment d'Iota Horologii b va ser el resultat d'un estudi a llarg termini de quaranta estrelles anàlogues solars que es va iniciar el novembre de 1992. El planeta representa el primer descobriment d'un planeta extrasolar amb un instrument de l'European Southern Observatory, amb el dades trobades a l'Observatori de La Silla a Xile.
El senyal Keplerià va trobar que el planeta tenia un període orbital de 320,1 dies, indicatiu d'un planeta en òrbita amb una massa mínima de 2,26 masses de Júpiter. Iota Horologii b es va anunciar l'estiu de 1999 com el primer planeta trobat per un equip de caçadors de planetes liderat per Martin Kürster.
Els mesuraments de Iota Horologii mostren que el planeta orbita l'estrella aproximadament cada 320 dies. A partir d'aquest període, la massa coneguda de l'estrella central (1,25 masses solars) i l'amplitud dels canvis de velocitat, es dedueix per al planeta una massa d'almenys 2,26 vegades la del planeta Júpiter.
Gira al voltant de l'estrella amfitriona en una òrbita una mica allargada. Si estigués situat al Sistema solar, aquesta òrbita s'estendria des de fora de l'òrbita de Venus (a 117 milions de km o 0,78 UA del Sol]) just fora de l'òrbita de la Terra (a 162 milions de km o 1,08 ua). Com que el planeta és uns 2.000 més massís que la Terra, es preveu que Iota Horologii b és més semblant al planeta Júpiter.
L'anàlisi astromètrica preliminar d'Iota Horologii b va suggerir que el planeta b pot tenir fins a 24 vegades la massa de Júpiter amb una inclinació de 5,5 graus des de la línia de visió de la Terra. Amb aquests càlculs, Iota Horologii b pot ser en realitat una nana marró extremadament tènue i un company subestelar d'Iota Horologii. No obstant això, aquestes mesures es van demostrar posteriorment útils només per als límits superiors d'inclinació. L'any 2022 es va publicar un mesurament astromètric de la inclinació i la massa real del planeta com a part de Gaia DR3, que va revelar que tenia una massa planetària de 6,2 MJ.